# 深大寺そば

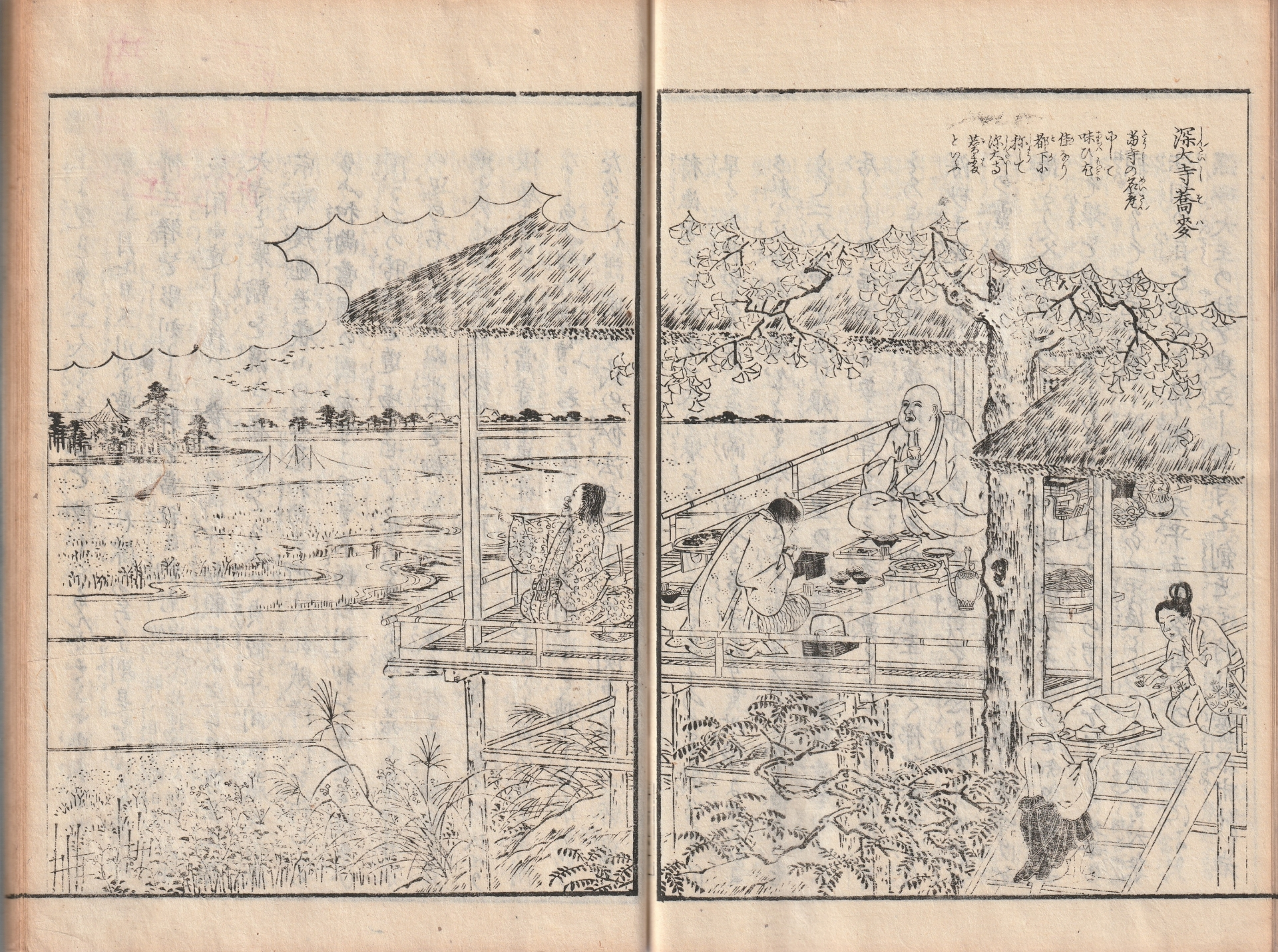
深大寺住職が蕎麦で客人をもてなす様子（『江戸名所図会』 ）

深大寺そば（じんだいじそば）は、東京都調布市にある深大寺周辺に伝わるそば。1735年（享保20年）出版の『続江戸砂子』は江戸名産として「当所の蕎麦は潔白にして、すぐれてかろく好味也」と紹介している。現在は、深大寺の門前を中心に20数店舗が営業しており、毎年秋に「深大寺そばまつり」が行われる。

## 歴史
由緒はいくつか存在するが、1751年（寛延4年）に書かれた蕎麦専門書『蕎麦全書』は、深大寺住職が将軍家から蕎麦のことを尋ねられた際、その50年ほど前に深大寺の総本山である上野寛永寺の公弁法親王に対して境内で栽培した蕎麦を献上し、それを法親王が召し上がった際に風味が他と格段に違っておいしかったと他の人々にも度々吹聴したことがあって有名になった、と伝えている。調布市観光協会などによると、江戸時代、土地が米の生産に向かなかったため小作人が蕎麦を作って蕎麦粉を深大寺に献上し、それを寺側が蕎麦として打ち、来客をもてなしたのが始まりといわれる。また、徳川第三代将軍徳川家光は、鷹狩りの際に深大寺に立ち寄って蕎麦を食べ、褒めたとされている。享保の改革時には、地味の悪い土地でも育つ蕎麦の栽培が深大寺周辺で奨励された。
江戸時代後期には、大田南畝が1809年（文化6年）2月25日に下布田村へ滞在した際に蕎麦を食し、同年3月28日に日野で記した「蕎麦の記」で「深大寺そばは近在に名高し」と評するなどすると知名度が上がり、文人や墨客にも愛されるようになった。1834年 - 1836年刊行の『江戸名所図会』では、深大寺住職が蕎麦で客人をもてなす挿絵の添え書きで「当寺の名産にして味わい尤佳なり 都下に称して深大寺蕎麦といふ」と紹介され、本文では「當寺の名産とす、是を産する地、裏門の前少しく高き畑にして、僅か八反一畝程のよし、都下に称して佳品とす、然れ共真とするもの甚だ少なし今近隣の村里より産するもの、おしなべて此名を冠らしむるといえども佳ならず」とあり、前述の『蕎麦全書』でも「深大寺境内蕎麦作れる処は、二町ばかりの処なりとぞ」と紹介していることから、希少性のある名産品であり、近隣の人々が名を借りて宣伝材料にする程の評判であったことがうかがえる。
1812年 - 1829年に書かれた『遊歴雑記』は、深大寺の鐘とあわせて「此邊田畑の土の性至てあしく、唯蕎麦にのみよろしければ、深大寺村は勿論、むかし深大寺領にてありし村々より作り出すをも、皆一圓に深大寺そばと呼て東武に賞翫せり」「深大寺門前の南に一軒の藁屋あり、澗水を筧にて取水車を以て蕎麦を粉にするを家業とす、此そば粉は尋常のごとく挽にあらず、水勢を假てこゝろ永に搗事なれば、飽まで細密にして風味抜群によし、依て爰に憩ひ強て需れば蕎麦切を打て振舞ふ又一興たり」と紹介している。1830年に完成した武蔵国の地誌『新編武蔵風土記稿』は、深大寺村の土産として「當国ノ内イツレノ地ニモ蕎麦ヲ植ヘサルコトナケレトモ其品當所ノ産ニ及フモノナシ故ニ世ニ深大寺蕎麦ト称シテソノ味ヒ極メテ絶品ト称セリ」と紹介している。川柳には「深大寺棒の上手を客に見せ」「深大寺直に打つのがご馳走なり」などもあり、来客に巧みな蕎麦打ちの棒さばきを演出していた。
国分寺崖線沿いにあるため、水はけが良く蕎麦栽培に適しているだけでなく、蕎麦の打ちや締めに使われる良質な湧き水が豊富だったことも、そばの名所を支えた。昭和初期にも井上靖、松本清張ら文化人が来訪した。1950年代まで、店として営業していたのは深大寺門前の元祖嶋田屋（幕末の文久年間創業）のみで、来店客が来てから石臼で蕎麦粉を引き始めていた。
1961年に開園した神代植物公園のために農地が譲渡され、蕎麦畑は姿を消した。深大寺の参拝客に植物園来園者が加わって人通りが増え、そば店が増えたが、上記の事情で深大寺周辺で栽培された蕎麦から作る地粉は入手できないため、各店は各地から蕎麦を工夫して仕入れている。このことを危惧した人々が、1987年に神代植物公園内の深大寺城跡で深大寺そばの栽培を開始し、神代植物公園・深大寺そば組合・深大寺小学校が共同で管理し栽培を行っている。

## JAS表示偽装事件
2010年（平成22年）4月14日、東京都三鷹市の製粉業者が書類送検された。この製粉業者が東京都調布市内の飲食店に販売した「深大寺そば」が、実際には認定を受けていないにもかかわらず不正にJASマークを付けており、尚且つ東京都福祉保健局と関東農政局から是正指導を受けた後もJASマーク付き商品の販売を続けたとして関東農政局が刑事告訴していた。この事件により、農林水産省などが「そば加工品の表示に関する特別調査」を全国的に実施する事になった。